# Avondklok in Ramallah
Avondklok in Ramallah is een jeugdboek, geschreven door Elizabeth Laird. De Nederlandstalige versie wordt uitgegeven door Clavis en telt 254 pagina's.